# Travenbrück
Travenbrück est une commune allemande de l'arrondissement de Stormarn, dans le Land de Schleswig-Holstein.

## Géographie
Travenbrück comprend les quartiers de Neverstaven, Nütschau, Schlamersdorf, Sühlen, Tralau et Vinzier.
Tralau est juste à côté de la Bundesautobahn 21 qui traverse le territoire communal du nord au sud.

## Histoire
La commune de Travenbrück est fondée le 1er janvier 1978 par la fusion de deux communes, Tralau et Travenberg.

## Monuments
Le prieuré de Nütschau, un monastère bénédiction, est construit en 1577. Il retrouve sa fonction religieuse après la Seconde Guerre mondiale, grâce à Hermann Wilhelm Berning, évêque d'Osnabrück. C'est le premier dans le Nord de l'Allemagne depuis l'apparition de la Réforme.
Le château de Tralau, construit en 1894 par Alexander Jenisch, est remarquable par son mélange d'éléments de styles néo-Renaissance et Art nouveau.

## Personnalités liées à la commune
- Johann Anton Wilhelm von Carstenn, (1822-1896), homme d'affaires, né à Neverstaven.